# Dorfkirche Groß Plasten

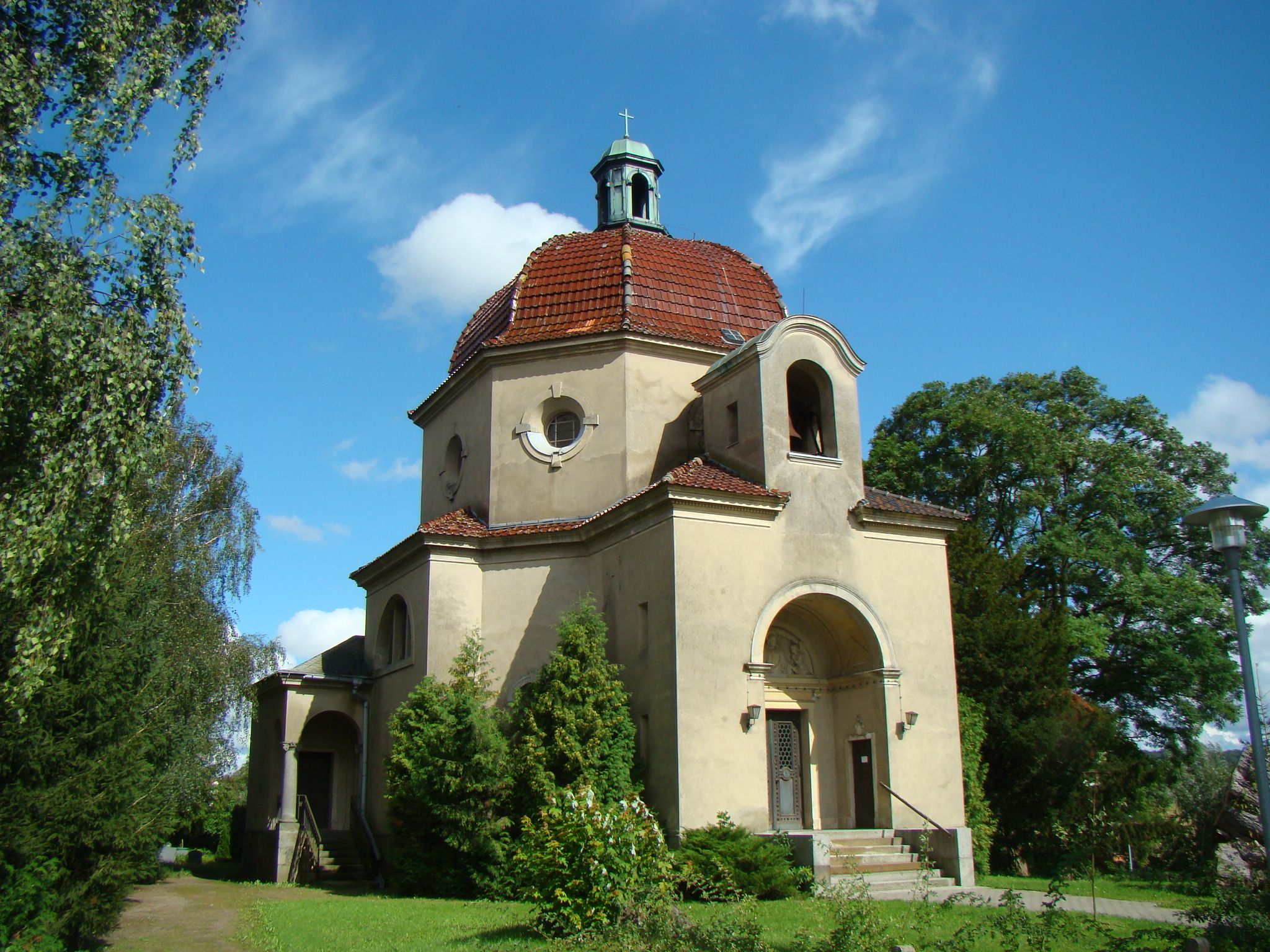
Dorfkirche in Groß Plasten

Die Dorfkirche in Groß Plasten im Landkreis Mecklenburgische Seenplatte in Mecklenburg-Vorpommern ist ein im Jahr 1901 in neobarockem Stil errichteter verputzter Zentralbau.

## Bau
Die Kirche verdankt ihre Entstehung einem Streit über die Mitbenutzung der Kirche Klein Plasten. Nachdem der damalige Gutsherr von Klein Plasten dem Gutsherrn, seiner Familie und den Gutsangehörigen von Groß Plasten die Mitbenutzung von Klein Plasten untersagte, ließ der Gutsherr von Groß Plasten, Herr von Michel, eine eigene Kirche errichten.
Im Tympanon über der Pforte befindet sich Figurenschmuck aus der Zeit der Erbauung. Zum Kirchenschatz zählt eine Taufschale aus Zinn aus der ersten Hälfte des 18. Jahrhunderts und ein Kronleuchter, ursprünglich aus der Kirche Basedow.

## Orgel
Die Brüstungs-Orgel auf der Westempore wurde 1901 von dem Orgelbauer Wilhelm Sauer erbaut. Das Kegelladen-Instrument hat 6 Register auf zwei Manualen (C–f3, I. Manual: Principal 8′, Concertflöte 8′, Octave 4′; II. Manual: Liebl. Gedackt 8′, Aeoline 8′) und Pedal (C–d1: Bordun 16′) und verfügt über Normalkoppeln und einen Tutti-Zug. Das Werk wurde 1997 restauriert.

## Gemeinde
Groß Plasten ist heute Teil der verbundenen Kirchgemeinde Schloen-Varchentin, zusammen mit den Kirchen in Deven, Groß Dratow, Klein Plasten, Schloen und Varchentin. Sie ist Teil der Kirchenregion Müritz in der Propstei Neustrelitz, Kirchenkreis Mecklenburg der Evangelisch-Lutherischen Kirche in Norddeutschland.